# Fluminicola modoci
Fluminicola modoci är en snäckart som beskrevs av Hannibal 1912. Fluminicola modoci ingår i släktet Fluminicola och familjen tusensnäckor. IUCN kategoriserar arten globalt som sårbar. Inga underarter finns listade i Catalogue of Life.